# 森内俊之
森内 俊之（もりうち としゆき、1970年10月10日 - ）は、将棋棋士、十八世名人資格保持者。棋士番号は183。勝浦修九段門下。神奈川県横浜市青葉区出身。
いわゆる「羽生世代」の一人で、デビュー直後から棋戦優勝を果たすなど活躍していたが、初タイトルは31歳での名人獲得と遅かった。その後は竜王・名人を含む三冠を保持するなどタイトル戦でも活躍し、2007年には羽生善治よりも早く永世名人（十八世名人）の資格を得た。2017年には順位戦でのB級1組への降級を受けて、46歳の若さで順位戦（名人戦）への参加資格を失うフリークラスへの転出を宣言した。地元の青葉区での指導やYouTubeチャンネルの開設など、将棋の普及活動にも注力している。
日本将棋連盟棋士会副会長（2009年4月 - 2011年3月）、日本将棋連盟専務理事（2017年5月 - 2019年6月）を歴任した。

## 棋歴

### プロ入りまで
将棋を始めたきっかけは、森内が小学校3年生の頃、学校の休み時間にクラスメート内で流行していた、いい加減な将棋遊びに参加したという、ありふれたものだった。だが、このゲームに魅力を感じた彼は父親に手ほどきを受け、正式な将棋を指すようになる。
家で将棋に熱中している森内の姿を見ていた彼の祖母は、あるとき、雑誌『将棋世界』を孫に渡した。『将棋世界』との出会いをきっかけに、森内は将棋の新しい世界を知り、将棋にのめりこんでいく。毎週土曜日に将棋会館で行われる将棋教室に通うなどし、本格的に将棋を学び始める。それから1年ほど経つと、各地のデパートで開催される将棋大会にも参加するようになった。
同学年の羽生善治と出会ったのはこの頃だった。最初の対戦はある将棋大会の予選で森内が勝ち、次の対戦は同大会の決勝トーナメントで羽生が勝った。
ある将棋大会で森内の初手▲5八飛に対し、羽生の△5二飛という出だしの将棋があった。
5年生の頃、奨励会試験を受験するか迷った末、「自分はまだ力不足」だと判断し、翌年に受験することを決意。
同時に、「棋士になる」という目標が明確になり、勉強にも熱が入るようになった。
1982年、第7回小学生将棋名人戦で3位。このときの優勝者は羽生。同年12月、関東奨励会入り。同期合格者17名のうち、小学生は森内、羽生、郷田真隆の3名のみであった。この年度は受験者が多く、高い競争率であった。一次試験で郷田真隆と対局し勝ち、二次試験で当時唯一の女性奨励会員だった林葉直子女流王将と香落ちで対局し勝利している。
後に「島研」とも呼ばれた島朗六段主宰の研究会は、森内が二段くらいの頃に島に誘われ、森内が佐藤康光も紹介し始まった。島によれば、彼らには奨励会を抜けるための研究は必要なかったという。
1987年5月13日にプロ入り（四段に昇段）。三段リーグ制度が復活する前に四段になった最後の棋士である。また、第22期新人王戦（1987年度）で、奨励会三段の時に出場し、途中で四段に昇段してそのまま優勝した。森内は、新人王戦最年少優勝記録（17歳0か月）を、2018年に藤井聡太が更新（16歳2か月）するまで保持していた。なお、森内は新人王戦で通算3回優勝している。
また、第10回「若駒戦」（奨励会有段者による非公式棋戦）でも同様に、途中で四段になって優勝している。

### タイトル獲得
プロ入り早々頭角を現し、1988年6月11日と89年5月27日に行われた、第7回・8回の早指し新鋭戦で2連覇。決勝戦の対戦相手は両年とも羽生善治五段であった。さらには、全棋士参加の大型棋戦である全日本プロトーナメント（第7回、1988年度）において、谷川浩司名人と決勝三番勝負を戦い、2勝1敗で谷川名人を破り、優勝した（1989年3月13日）。18歳5か月での優勝は、新人棋戦を除く公式戦に於ける史上4番目の年少記録である。1988年度の将棋大賞で新人賞を受賞。
プロ入り後も向上心は旺盛で、特に前述した島研では、森内と佐藤が四段に昇段した後、羽生も加わり、4人体制での練習対局と感想戦を中心にした研究が行われ、刺激し合いながらの精進が続いた。
順位戦での勝率は高く、C級2組を3期、C級1組を1期、B級2組を2期、B級1組を1期で抜け、合計わずか7期で最高クラスのA級まで上りつめた。そして初参加のA級順位戦で7勝2敗の成績を納め、第54期名人戦七番勝負の挑戦権を獲得。森内にとって、初のタイトル戦挑戦である。相手は、当時七冠王だった羽生善治名人。25歳同士の対戦であった。タイトル戦初対局となった1996年4月11日・12日の第1局は、二つの意味で話題となった。一つは、相矢倉の将棋で、「壁銀」になるのをいとわず、3三にあった銀を△2二銀（40手目）と引く作戦に出たこと。もう一つは、1日目夕方の封じ手の定刻の間際、立会人の五十嵐豊一九段が「時間になりましたので」と言いかけたところで「指すつもりなんですけど」と言って△9四歩（44手目）を指し、羽生を封じ手の手番にさせたことである。森内はこの対局に敗れ、そこから3連敗。第4局でタイトル戦初勝利をあげたものの第5局で敗れ、1勝4敗で敗退となった。森内は、第2局の敗戦を「こんな負け方がありうるとは…」、続く第3局の敗戦も「不思議な負け方」と、当時を振り返る。結果的に敗れはしたが、棋士冥利に尽きる名人戦だったという。それと同時に、羽生との差を痛感した名人戦でもあった。
1996年度、NHK杯戦において、決勝で屋敷伸之七段を破って初優勝。同棋戦では、5年後の2001年度にも、佐藤康光王将を破り優勝した。
1999年度の第12期竜王戦では1組優勝。1999年度、第25期棋王戦の挑戦権を獲得。棋王は、それまで9連覇を果たしていた羽生であった。第25期棋王戦五番勝負の結果は、1勝3敗での敗退。敗れはしたものの、名人戦の頃と違い、手応えを感じたという。
全日本プロトーナメント（第19回、2000年度）において、谷川浩司九段との決勝五番勝負（2001年）を3勝2敗で制して2度目の優勝。同棋戦の最後の優勝者となる。
第60期順位戦A級で、森内は8勝1敗の好成績を納め、丸山忠久名人への挑戦権を得ると、第60期名人戦七番勝負において丸山名人を4連勝で破り、31歳にして念願の初タイトルとなる名人位を獲得した（2002年5月17日）。また、名人位に就いたことにより、将棋連盟規定により九段に昇段した。なお、ここから第73期（2015年）まで羽生と名人位を分け合うことになる（森内8期・羽生6期）。第54期（1996年）を含めると対羽生の名人戦は9回あり森内が5回制している。

### 永世名人へ
| 9  | 8  | 7  | 6  | 5  | 4  | 3  | 2  | 1  |    |
| 香 | 桂 |    | 金 |    |    |    |    |    | 一 |
|    | 銀 | 玉 |    | 金 |    |    |    |    | 二 |
|    |    | 歩 | 歩 |    |    | 龍 |    | 歩 | 三 |
| 歩 | 歩 |    |    | 歩 |    | 角 | 歩 |    | 四 |
|    |    |    |    |    | 歩 |    |    |    | 五 |
|    |    | 歩 |    |    |    |    |    |    | 六 |
|    | 歩 |    | 歩 | 全 |    | 歩 |    | 歩 | 七 |
|    | 玉 | 金 |    |    |    | 金 |    |    | 八 |
| 香 | 桂 | 銀 | 馬 |    | 龍 | 銀 | 桂 | 香 | 九 |

2003年度は、第61期名人戦七番勝負において、4連敗で名人位を羽生挑戦者に奪取されるも、第16期竜王戦七番勝負では逆に4連勝で羽生竜王から竜王位を奪取。これは羽生にとって初のタイトル戦ストレート負けとなった。第53期王将戦七番勝負においても、羽生王将を4勝2敗1千日手で降し、王将位を奪取。さらにはA級順位戦史上初の9戦全勝 を果たし、羽生名人への挑戦権を獲得。2003年度将棋大賞で最優秀棋士賞を初受賞。
そして、2004年度の第62期名人戦七番勝負において、羽生名人に4勝2敗で勝ち、名人位を奪取。この時点で史上7人目 の三冠王（竜王・名人・王将）となり、最多冠保持者となった。また、2004年（1月-12月）の獲得賞金・対局料は1億円を突破した。
王座戦では、当時12連覇中だった羽生王座への挑戦権を獲得するも、1勝3敗で奪取には至らず。また、同年度、三冠のうち竜王位を3勝4敗で渡辺明七段に、王将位を4連敗で羽生二冠にそれぞれ奪われ、保持するタイトルは名人の一冠のみとなる。
第63期名人戦七番勝負（2005年度）に挑戦者として名乗りを挙げたのは、A級順位戦を8勝1敗で制した羽生。第1局で逆転負けし、対羽生戦8連敗を喫する。しかし、第2局では終盤で羽生が残り16分のうち12分を費やして打った△4五歩（右図参照）をとがめる絶妙の一手▲4八金 で逆転勝ちを収める。結果、この七番勝負では4勝3敗で名人位を防衛した。これで羽生の永世名人資格獲得（通算5期）を2年連続で阻止したことになる（2年後、羽生より一歩先に永世名人の資格を獲得）。
2006年（2005年度）、羽生から棋王を奪取して二冠（名人・棋王）となる。
2006年の第64期名人戦では、十七世名人の資格を持つ谷川浩司の挑戦を4勝2敗で退ける。この七番勝負で森内自身が最も印象的に残った局面は、第1局の86手目と90手目に、自陣の8二、7二に2枚の銀を打ち並べるという珍しい受け方で、我慢したところであったという。
2007年5月8日、公式戦通算700勝を達成（史上18人目、700勝353敗 勝率0.665、第65期名人戦第3局 郷田真隆九段戦、日付は対局2日目）。
同年6月29日、郷田真隆の挑戦を受けた第65期名人戦を4勝3敗で防衛。通算5期獲得となり永世名人（十八世名人）の資格を得た。

### 永世名人獲得後
2008年3月25日、第21期竜王戦5位決定戦1回戦で中原誠十六世名人に敗れ、2組へ降級。タイトルホルダーの2組降級は、1991年9月20日の羽生棋王（当時）以来、2人目。
2008年6月17日、山形県天童市の「天童ホテル」で行われた第66期名人戦第6局で羽生に敗れ、無冠の九段に後退。
以降、名人戦以外のタイトル戦からもしばらく遠ざかっていたが、2009年度の第22期竜王戦で深浦康市との挑戦者決定三番勝負を2勝1敗で制し、渡辺竜王へ挑戦。5年前とは立場を換えての対決となったが、4連敗のストレート負けとなった。
第69期（2010年度）A級順位戦で優勝し、羽生名人への挑戦権を獲得。同時に、順位戦デビューの第47期から続く順位戦勝ち越し連続記録（名人在位を含む）を23期に伸ばした。永世名人同士の対決となった第69期名人戦七番勝負第2局（2011年4月20日 - 21日）で挙げた勝利は、史上15人目の通算800勝（433敗）となった（将棋栄誉敢闘賞）。その後名人戦は3連勝後に3連敗を喫して最終戦までもつれ込み、2011年6月22日に山梨県甲府市・「常磐ホテル」にて行われた最終第7局を123手で制し、遂に名人位を奪還。永世名人同士の七番勝負は過去にもあるが、自身より後の永世名人から名人位を奪取したのは森内が初。2011年度は、名人位を奪取したものの他棋戦の成績が振るわず、年度勝率は3割台に落ち込んだ。
2012年度の第70期名人戦七番勝負では、A級順位戦を全勝した羽生二冠の挑戦を受けた。シリーズ前に森内の苦戦を予想する声があったが、4勝2敗で名人位を防衛。
2013年度の第71期名人戦七番勝負では、前年に引き続き羽生三冠の挑戦を受けた。羽生との名人戦は3年連続で8度目となったが、4勝1敗で名人位を防衛。この年の名人戦は、星の差だけでなく将棋の内容においても、「一方的」であった。さらに、竜王戦においては、決勝三番勝負で郷田九段に勝ち、挑戦権を獲得。第26期竜王戦七番勝負では、かつて森内から竜王位を奪取して以来、9連覇中だった渡辺明竜王を4勝1敗で破り、竜王位を奪還。渡辺竜王の10連覇を阻止した。（対戦前、森内は、この竜王戦は非常に厳しい戦いになることを予想し、渡辺竜王になんとか2勝することを現実的な目標として考えていた）。竜王位・名人位の2大タイトルを手中に収め、これらの活躍により、2013年度将棋大賞で2度目の最優秀棋士賞を受賞した。
2014年度の第72期名人戦七番勝負では、今回で3年連続となる羽生三冠の挑戦を受ける。羽生との名人戦はこれで4年連続9回目。結果は4連敗で、名人位を失冠。その直後に始まった第85期棋聖戦五番勝負で羽生棋聖に挑戦するも、再び3連敗のストレート負けを喫し、奪取はならなかった。
第27期竜王戦七番勝負では、糸谷哲郎七段の挑戦を受けるが、1勝4敗で敗れ、竜王位の防衛に失敗。第64回NHK杯テレビ将棋トーナメントでは、1回戦はシード、2回戦から、木村一基八段、羽生善治名人、菅井竜也五段、深浦康市九段、決勝戦で行方尚史八段に勝ち、同棋戦において自身3度目の優勝を果たした。

### A級からの降級、フリークラス宣言
2016年度の第75期順位戦A級（降級1名）では、2017年2月25日の9回戦の結果、3勝6敗で佐藤康光と同成績ながら頭ハネで最下位となり、22期連続で在籍したA級(名人在位も含む)からB級1組への降級が決まった。永世名人資格保持者のB級1組への降級は中原誠、谷川浩司に続いて3人目であった。
森内は、2016年度が終了する直前、2017年3月31日にフリークラス転出を宣言し、日本将棋連盟を通じてコメントを発表した（連盟への届け出は3月24日であった）。B級1組からのフリークラス宣言は米長邦雄・中原誠に次いで3人目。このうち、A級からの降級直後にフリークラス宣言をしたのは、米長に続いて2人目であった。「以前からA級から降級したらフリークラスに行くことを検討していた。」とのちに明かしている。
フリークラス転出の時点で満46歳であった森内は、翌期の順位戦B級1組所属が決まっていたため、満65歳となる2035年度までの19年間フリークラスに在籍できるが、実際に森内が2035年度まで現役を続けた場合、宣言者のフリークラス在籍年数最長記録となる。
2017年8月6日、将棋日本シリーズ1回戦で久保利明に勝ち、史上12人目の通算900勝を達成した。
2024年度の第65期王位戦では8期振りに王位リーグまで進出し、白組で3勝2敗と勝ち越したが前期成績の差で陥落となった。
2025年2月20日、第75回NHK杯戦の予選で通算1000勝達成（史上11人目）。

## 棋風
- 居飛車、特に矢倉を多用する居飛車党である。
- 一般的には「受けが強い」というイメージから、「鉄板流」、「鋼鉄の受け」と呼ばれるが、本人は「鉄板流という言葉は、私の将棋から、ほど遠いと感じています」と語り、自身の将棋について控えめな姿勢を見せている[29]。森内の弟弟子の野月浩貴と広瀬章人によると、森内将棋には少なくとも「安全勝ち」というイメージは無く、「勝ち方のうまさ」と「攻守のギアチェンジ」に最も特徴があるという[30]。
- 羽生善治は、森内の序盤作戦について「大胆にして入念な準備がある」と述べた[31]。
- 「柔」の羽生将棋に対して「剛」の森内将棋とよく表現される。
- 後手番矢倉では『森内流』と呼ばれる駒組みがあり、現代矢倉の主要変化の1つである。
- 好きな駒は飛車。攻めのみならず、守りでの使い方にも特徴がある。第64回NHK杯テレビ将棋トーナメント決勝戦で藤井猛が解説した際、「二枚飛車で受けられたことがある。」と話していた。勝又清和によれば、「自陣飛車の似合う棋士は?」という質問をしたところ、多くの棋士から名前が挙がったと言う[32]。

## 人物・エピソード

### 基本データ
- 母方の祖父にプロ棋士である京須行男（八段、元日本将棋連盟理事・奨励会幹事）を持つ将棋界のサラブレッドである。（なお、京須は森内が生まれる前に他界[33]。）このため、「鉄板流」の他に「優駿流」と言われることもある。
- サレジオ学院中学校・高等学校卒業（同校在学中にプロ棋士となった）[34]。
- 初の名人位に就いた翌月（2002年6月）に、東京都内の私立大学の教員（国文学）を務める女性との婚約を発表し、同年10月に結婚した。
- 2019年、当時中学2年生だった息子の森内貴之が世界バックギャモン選手権ジュニアの部で優勝[35]。後述するように父・俊之もバックギャモンの強豪であり、父子で2021年11月27日にバックギャモン対決をしたこともある[36]。
- 座右の銘は、「今を生きる」「一期一会」「一日一生」。
- 愛称は「ウティ」であるとスポーツ報知の記事に記述されているが[37]、インターネット上の将棋ファンが使っている愛称であり、将棋界の仲間や関係者が使うことはない。なお、インターネット上では「ウディ」「ウッディ」も利用されている。

### 合理主義者
- 名人戦、王将戦など、1局2日制の対局であっても、定跡や研究手順であれば時間を使わず、1日目から手をどんどん進めることが多い。かつては、1日目に駒がぶつからないことが普通であったが、森内がタイトル戦で活躍し始めた頃から、（森内が登場しないタイトル戦でも）2日制の1日目に本格的な戦い、時には終盤の入り口まで進行することが多くなっている。
- かつては、番勝負の第1局に千日手指し直しが1回あると、第1局の先手と第2局の先手が同じ棋士になるという不合理があった[注釈 11]。森内の提案をきっかけに、第1局の振り駒によって最終局の1局前までの先後が決定される一局完結方式に変更された（振り駒 を参照）。タイトル保持者が(有利とされる) 先手番を取りやすいことに疑問を抱き、自宅で振り駒を数千回行って「歩」が表になりやすいことを発見し、ルール改定に一役買ったのである[38]。

### 公式対局に関するエピソード
- 事前に対局相手と先後が決まっている順位戦では無類の強さを誇っており、第73期（2014年度）にA級順位戦を4勝5敗で負け越すまで名人在位を除く全ての年度で勝ち越していた。1990年度（当時C級2組）の途中から1992年度（当時B級2組）にかけては順位戦26連勝を記録した。順位戦通算勝率は2007年度までの時点では8割を超えていた（114勝28敗、0.803）。
  - 順位戦と同様の制度（事前に対局相手と先後が決まっている）である王位戦・王将戦の挑戦者決定リーグでは負け越し経験が数度ずつあり、第60期王将リーグ（2010年度）では1勝5敗、第61期王将リーグ（2011年度）では0勝6敗と苦戦している。
- 二日制のタイトル戦で力を発揮する傾向があり、タイトル12期（詳細は後述）のうち11期が二日制の番勝負を制したものである。さらに一つのタイトル（名人）で過半数（8期）獲得している（タイトルを7期以上獲得した他の棋士では、タイトルがほぼ名人のみだった時期に活躍した木村義雄[注釈 12]のみである）。
- 体力に自信が無く、千日手の後の体力勝負は苦手とのことである[39]。
- 四段時代の1990年1月、竜王戦で吉田利勝七段（当時）にポカで敗北し、横浜市の自宅までの30キロを、5時間をかけて、スーツ・革靴で走り切ったエピソードがある[40][41]。
- 投了時に「あ、負けました」と発声することが知られる。2ちゃんねるでは文頭に「あ、」 を付けた書き込みが散見されるが、これは森内を真似ている[38]。
- 郷田真隆と戦った第65期名人戦の第1局1日目（2007年4月10日）の午後、森内の手番（24手目）のときに郷田が扇子を開け閉じして音を鳴らしたため森内が苦情を訴えた。立会人の中村修らが対応に追われ約30分間対局が中断するという珍事となった。この一局は郷田の逆転勝利となっている。この他にも1996年の第54期名人戦七番勝負第1局（対羽生善治）では、1日目の封じ手を巡ってトラブルを起こすなど（詳細は封じ手#その他を参照）、タイトル戦でやや神経質な動きを見せる事が多い。
- 上記の対戦相手の扇子の音に異議申し立てをした際には鼻血を出すなど、熱い勝負師の一面を持っているが、普段は温厚でシャイ、 真面目な人柄。だが、将棋に関しては別[38]。
- 一度名人戦の大舞台での対局中に、トイレに閉じ込められたこともある[38]。

### 趣味など

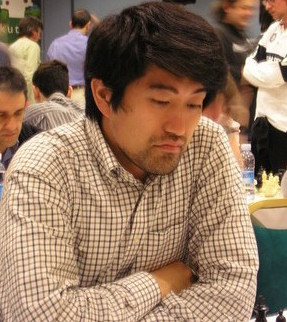
チェスに興じる森内

- 趣味はクイズ、チェス、麻雀、マジック、スポーツ観戦。健康法は散歩。ストレス解消法はジョギング[42]。20代の頃はフルマラソンを走ることもあった[43]。
- 特にクイズはかなりの実力で、パネルクイズ アタック25の1995年4月23日（第1011回）放送では予選会を勝ち抜いた一般出場者として出演した。A級に昇級した初年度でのことでもあり、司会者の児玉清は番組冒頭で｢今週は見たことのある方が出場されています」と紹介した。後、同番組の1500回記念大会（「知性派タレントクイズ頂上決戦」、2005年3月20日）では丸山和也、髙田万由子、やくみつると対峙したがダントツの成績で優勝し、フランス縦断旅行を獲得したが[44][45][46]、名人戦の対局と日程が重なり旅行には行けなかった[47]。この他にも『FNS1億2,000万人のクイズ王決定戦!』『アメリカ横断ウルトラクイズ』の予選にも参加したことがある[48]。クイズの強豪が名を連ねるホノルルクラブの会員としても知られている。
- 『クイズ$ミリオネア』にも一般人 (団体職員)として出演。駒沢大学の学園祭でもクイズ研の大会に客として出場し、準優勝して景品のママチャリを獲得したことがある。若いころには慶應義塾大学のクイズサークルにも参加したこともあり、身分を明かさずにいたらフリーターと思われていたという[38]。
- バックギャモンの実力者でもあり、本格的に勉強を始めてから半年後の2014年8月に行われた第39回世界バックギャモン選手権では4位に入賞した[49]。2019年度にはバックギャモン王位の座についた[50]。2021年11月26日には、幻冬舎から、森内俊之推薦、日本バックギャモン協会監修の『バックギャモン』が発売された[51]。2022年5月5日、バックギャモン日本選手権で初優勝を果たし、日本代表に内定した[52]。
- チェスの実力も相当なもので、日本ランカーであるが、他方でチェス大会に扇子を持ち込んでしまい、ルール違反と注意されたことも[38]。
- ポーカー（特にテキサス・ホールデム）も嗜み、2016年12月には『夕刊フジ杯ポーカー王位決定戦』の著名人予選に出場した[53]。
- 好角家。2012年秋場所七日目の打ち出し後に横綱白鵬と対面し、白鵬から「相撲を見にいらしたことはありますか」と訊ねられ、「（北の湖）理事長が現役の頃から見に来てます」と答えた[54]。
- 好物はカレーライス。特に2010年代に入り、タイトル戦で昼食にカレーが用意されている場合はだいたいカレーを注文している[55]。2013年の竜王戦では5局とも2日目の昼食にカレー系の食事を注文した（特に5局中3局でカツカレーを選んでいる）[56]。カレーを選ぶ理由を、本人は「カレーが好き」「カレーはどこで食べても美味しい」「緊張感の高まる2日目にメニューのことであれこれ悩みたくない」と自著やインタビューで述べている[57][58]。2013年9月にはファンイベントとして「名人を囲んでのカレーと自然食の夕べ」が開催された[59]。また2016年には三菱電機のIHクッキングヒーターの特設サイトに登場し、そこでもカレー好きがフィーチャーされている[58]。
- パインアメも好物。2011年4月、浜松市であった名人戦第2局では対局中にパインアメを食べていた[60]。
- 一方で苦手な食べ物は梅干しで「これだけは食べられない」という[61]。
- 2020年6月13日にYouTubeチャンネルを開設[62]。アシスタント兼進行役は鈴木環那。

### その他
- 自身の師匠である勝浦と、羽生善治の師匠である二上達也は、いずれも渡辺東一名誉九段門下である。すなわち森内と羽生は「いとこ弟子」の関係にある。
- 2018年現在、出身地である横浜市青葉区で[63]「青葉将棋クラブ」を主宰するなど、子供向けの普及活動にも力を入れている[64]。
- 32歳年下の伊藤匠とは誕生日が同じ（10月10日）である。活動拠点が近いこともあり、伊藤が叡王を獲得するなど実力棋士となって以後は一緒に誕生日を祝われることがある。
- 小学館発行のジュニアプログレッシブ英和辞典（第2版 - 2002年12月発行。ISBN 4095107065）の"master"の項目に"Mr.Moriuchi is a master of Japanese chess."（森内先生は将棋の名人です）という用例が記載されている。
- 佐藤康光が運転免許取り立ての頃、冬の装備のない車を佐藤自ら初運転して同乗していた森内と羽生善治、佐藤のあまりの運転未熟さに肝を冷やしたという（いろは坂事件）。

## 弟子

### 女流棋士となった弟子
| 名前     | 女流2級昇級日 | 段位、主な活躍               |
| -------- | ------------- | ---------------------------- |
| 竹俣紅   | 2012年10月1日 | 女流初段（2019年に連盟退会） |
| 野原未蘭 | 2020年9月1日  | 女流二段                     |

（2024年12月13日現在）
- 竹俣は女流引退・連盟退会後にフジテレビアナウンサーに転身している。

## 昇段履歴
昇段規定は、将棋の段級 を参照（ただし、四段昇段は旧規定）。
- 1982年00月00日： 6級 = 奨励会入会
- 1985年00月00日： 初段
- 1987年05月13日： 四段（三段昇段後に準昇段点〈12勝4敗〉を2回） = プロ入り [65]
- 1990年06月02日： 五段（勝数規定／公式戦100勝）
- 1992年04月01日： 六段（順位戦B級2組昇級）
- 1994年04月01日： 七段（順位戦B級1組昇級）
- 1995年04月01日： 八段（順位戦A級昇級）
- 2002年05月17日： 九段（名人位獲得）

## 主な成績

### タイトル・永世称号
他の棋士との比較は、タイトル獲得記録、将棋のタイトル在位者一覧を参照
| タイトル                                                                                         | 獲得年度                   | 登場 | 獲得期数 | 連覇              | 永世称号（備考）                |
| 竜王                                                                                             | 2003, 2013                 | 5回  | 2期      | －                |                                 |
| 名人                                                                                             | 2002, 2004-2007, 2011-2013 | 12回 | 8期      | 4連覇 （歴代4位） | 十八世名人資格 襲位は原則引退後 |
| 王位                                                                                             | －                         | 0    | －       | －                |                                 |
| 王座                                                                                             | －                         | 1回  | －       | －                |                                 |
| 棋王                                                                                             | 2005                       | 3回  | 1期      | －                |                                 |
| 叡王                                                                                             | －                         | 0    | －       | －                |                                 |
| 王将                                                                                             | 2003                       | 2回  | 1期      | －                |                                 |
| 棋聖                                                                                             | －                         | 2回  | －       | －                |                                 |
| 登場回数 合計25回、獲得合計 12期（歴代9位） （番勝負終了前は除く。最新は、2014年度の棋聖戦敗退） |                            |      |          |                   |                                 |

| 01位 | 羽生善治* | 099期 | (138回) |
| 2位  | 大山康晴  | 80期  | (112回) |
| 3位  | 中原誠    | 64期  | (091回) |
| 4位  | 渡辺明*   | 31期  | (045回) |
| 5位  | 藤井聡太* | 30期  | (031回) |

| 6位  | 谷川浩司*                   | 27期        | (057回)         |
| 7位  | 米長邦雄                    | 019期       | (048回)         |
| 8位  | 佐藤康光*                   | 13期        | (037回)         |
| 9位  | 森内俊之*                   | 12期        | (025回)         |
| 10位 | 加藤一二三                  | 08期        | (024回)         |
|      | 木村義雄 (番勝負実施分のみ) | 08期 (05期) | (011回) (008回) |

| 01位 | 羽生善治* | 099期 | (138回) |
| 2位  | 大山康晴  | 80期  | (112回) |
| 3位  | 中原誠    | 64期  | (091回) |
| 4位  | 渡辺明*   | 31期  | (045回) |
| 5位  | 藤井聡太* | 30期  | (031回) |

| 6位  | 谷川浩司*                   | 27期        | (057回)         |
| 7位  | 米長邦雄                    | 019期       | (048回)         |
| 8位  | 佐藤康光*                   | 13期        | (037回)         |
| 9位  | 森内俊之*                   | 12期        | (025回)         |
| 10位 | 加藤一二三                  | 08期        | (024回)         |
|      | 木村義雄 (番勝負実施分のみ) | 08期 (05期) | (011回) (008回) |

タイトル戦登場年度
- 竜王戦： 登場05回（2003-2004、2009、2013-2014年度）
- 名人戦： 登場12回（1996、2002-2008、2011-2014年）
- 王座戦： 登場01回（2004年度）
- 棋王戦： 登場03回（1999、2005-2006年度)
- 王将戦： 登場02回（2003-2004年度）
- 棋聖戦： 登場02回（2004、2014年度)

登場回数 合計25回

### 一般棋戦優勝
- 全日本プロトーナメント 優勝 2回 = 1988、2000年度
- NHK杯 優勝 3回 = 1996、2001、2014年度
- 早指し将棋選手権 優勝 1回 = 1991年度
- 早指し新鋭戦 優勝 2回 = 1988-1989年度
- 日本シリーズ 優勝 1回 = 2000年度
- 新人王戦 優勝 3回 = 1987、1991、1993年度
- オールスター勝ち抜き戦 5連勝以上 1回 = 6連勝（1990-1991年度）

優勝合計 13回
非公式戦優勝
- 銀河戦（非公式戦時代） 優勝 2回 = 1993、1996年度
- 若駒戦 優勝 1回 = 1987年度
- 富士通杯達人戦 優勝 1回 = 2014年度

優勝合計 4回

### 将棋大賞
- 第16回（1988年度） 新人賞
- 第19回（1991年度） 勝率第一位賞・最多勝利賞・最多対局賞・殊勲賞
- 第21回（1993年度） 技能賞
- 第24回（1996年度） 技能賞
- 第29回（2001年度） 敢闘賞
- 第30回（2002年度） 技能賞
- 第31回（2003年度） 最優秀棋士賞・最多勝利賞・最多対局賞
- 第33回（2005年度） 優秀棋士賞
- 第38回（2010年度） 名局賞特別賞（第69期A級順位戦7回戦・対藤井猛九段戦）[66]
- 第41回（2013年度） 最優秀棋士賞[67]

### 記録（歴代1位のもの）
- A級順位戦9戦全勝（2003年度） = 1971年度の中原誠（8戦全勝）以来
- 順位戦26連勝（1990年 - 1993年）

### 在籍クラス
竜王戦と順位戦のクラスは、将棋棋士の在籍クラス を参照。
| 開始 年度 | (出典)順位戦出典 | (出典)順位戦出典                      | (出典)順位戦出典                     | (出典)順位戦出典                     | (出典)順位戦出典                     | (出典)順位戦出典                     | (出典)順位戦出典                     | (出典)順位戦出典                     | (出典)竜王戦出典 | (出典)竜王戦出典 | (出典)竜王戦出典 | (出典)竜王戦出典 | (出典)竜王戦出典 | (出典)竜王戦出典 | (出典)竜王戦出典 | (出典)竜王戦出典 | (出典)竜王戦出典 | (出典)竜王戦出典 |
| 開始 年度 | 期               | 名人                                  | A級                                  | B級                                  | B級                                  | C級                                  | C級                                  | 0                                    | 期               | 竜王             | 1組              | 2組              | 3組              | 4組              | 5組              | 6組              | 決勝 T           |                  |
| 開始 年度 | 期               | 名人                                  | A級                                  | 1組                                  | 2組                                  | 1組                                  | 2組                                  | 0                                    | 期               | 竜王             | 1組              | 2組              | 3組              | 4組              | 5組              | 6組              | 決勝 T           |                  |
| --- | ---------------- | ------------------------------------- | ------------------------------------ | ------------------------------------ | ------------------------------------ | ------------------------------------ | ------------------------------------ | ------------------------------------ | ---------------- | ---------------- | ---------------- | ---------------- | ---------------- | ---------------- | ---------------- | ---------------- | ---------------- | ---------------- |
| 1987 | 46               | 四段昇段前（1987年5月13日 四段昇段）  | 四段昇段前（1987年5月13日 四段昇段） | 四段昇段前（1987年5月13日 四段昇段） | 四段昇段前（1987年5月13日 四段昇段） | 四段昇段前（1987年5月13日 四段昇段） | 四段昇段前（1987年5月13日 四段昇段） | 四段昇段前（1987年5月13日 四段昇段） | 1                |                  |                  |                  |                  |                  |                  | 6組              | --               | 4-1              |
| 1988 | 47               |                                       |                                      |                                      |                                      |                                      | C249                                 | 8-2                                  | 2                |                  |                  |                  |                  |                  | 5組              |                  | --               | 4-1              |
| 1989 | 48               |                                       |                                      |                                      |                                      |                                      | C209                                 | 7-3                                  | 3                |                  |                  |                  |                  | 4組              |                  |                  | --               | 2-2              |
| 1990 | 49               |                                       |                                      |                                      |                                      |                                      | C204                                 | 9-1                                  | 4                |                  |                  |                  |                  | 4組              |                  |                  | --               | 4-2              |
| 1991 | 50               |                                       |                                      |                                      |                                      | C121                                 |                                      | 10-0                                 | 5                |                  |                  |                  |                  | 4組              |                  |                  | --               | 2-2              |
| 1992 | 51               |                                       |                                      |                                      | B220                                 |                                      |                                      | 9-1                                  | 6                |                  |                  |                  |                  | 4組              |                  |                  | 3-2              | 5-0              |
| 1993 | 52               |                                       |                                      |                                      | B203                                 |                                      |                                      | 8-2                                  | 7                |                  |                  |                  | 3組              |                  |                  |                  | 0-1              | 4-0              |
| 1994 | 53               |                                       |                                      | B112                                 |                                      |                                      |                                      | 10-1                                 | 8                |                  |                  | 2組              |                  |                  |                  |                  | --               | 3-2              |
| 1995 | 54               |                                       | A09                                  |                                      |                                      |                                      |                                      | 7-2                                  | 9                |                  |                  | 2組              |                  |                  |                  |                  | 1-1              | 4-0              |
| 1996 | 55               |                                       | A 01                                 |                                      |                                      |                                      |                                      | 6-3                                  | 10               |                  | 1組              |                  |                  |                  |                  |                  | 0-1              | 4-1              |
| 1997 | 56               |                                       | A 02                                 |                                      |                                      |                                      |                                      | 5-4                                  | 11               |                  | 1組              |                  |                  |                  |                  |                  | --               | 2-2              |
| 1998 | 57               |                                       | A 03                                 |                                      |                                      |                                      |                                      | 7-1                                  | 12               |                  | 1組              |                  |                  |                  |                  |                  | 1-1              | 4-0              |
| 1999 | 58               |                                       | A 02                                 |                                      |                                      |                                      |                                      | 6-3                                  | 13               |                  | 1組              |                  |                  |                  |                  |                  | --               | 3-2              |
| 2000 | 59               |                                       | A 02                                 |                                      |                                      |                                      |                                      | 5-4                                  | 14               |                  | 1組              |                  |                  |                  |                  |                  | --               | 1-2              |
| 2001 | 60               |                                       | A04                                  |                                      |                                      |                                      |                                      | 8-1                                  | 15               |                  | 1組              |                  |                  |                  |                  |                  | 1-1              | 4-1              |
| 2002 | 61               | 名人                                  |                                      |                                      |                                      |                                      |                                      | --                                   | 16               |                  | 1組              |                  |                  |                  |                  |                  | 4-1              | 4-1              |
| 2003 | 62               |                                       | A01                                  |                                      |                                      |                                      |                                      | 9-0                                  | 17               | 竜王             |                  |                  |                  |                  |                  |                  | --               | --               |
| 2004 | 63               | 名人                                  |                                      |                                      |                                      |                                      |                                      | --                                   | 18               |                  | 1組              |                  |                  |                  |                  |                  | 1-1              | 3-1              |
| 2005 | 64               | 名人                                  |                                      |                                      |                                      |                                      |                                      | --                                   | 19               |                  | 1組              |                  |                  |                  |                  |                  | 1-1              | 3-1              |
| 2006 | 65               | 名人                                  |                                      |                                      |                                      |                                      |                                      | --                                   | 20               |                  | 1組              |                  |                  |                  |                  |                  | --               | 2-2              |
| 2007 | 66               | 名人                                  |                                      |                                      |                                      |                                      |                                      | --                                   | 21               |                  | 1組              |                  |                  |                  |                  |                  | --               | 0-2              |
| 2008 | 67               |                                       | A 01                                 |                                      |                                      |                                      |                                      | 5-4                                  | 22               |                  |                  | 2組              |                  |                  |                  |                  | 4-1              | 4-0              |
| 2009 | 68               |                                       | A 03                                 |                                      |                                      |                                      |                                      | 5-4                                  | 23               |                  | 1組              |                  |                  |                  |                  |                  | --               | 2-2              |
| 2010 | 69               |                                       | A03                                  |                                      |                                      |                                      |                                      | 7-2                                  | 24               |                  | 1組              |                  |                  |                  |                  |                  | --               | 2-2              |
| 2011 | 70               | 名人                                  |                                      |                                      |                                      |                                      |                                      | --                                   | 25               |                  | 1組              |                  |                  |                  |                  |                  | --               | 2-2              |
| 2012 | 71               | 名人                                  |                                      |                                      |                                      |                                      |                                      | --                                   | 26               |                  | 1組              |                  |                  |                  |                  |                  | 4-1              | 3-1              |
| 2013 | 72               | 名人                                  |                                      |                                      |                                      |                                      |                                      | --                                   | 27               | 竜王             |                  |                  |                  |                  |                  |                  | --               | --               |
| 2014 | 73               |                                       | A 01                                 |                                      |                                      |                                      |                                      | 4-5                                  | 28               |                  | 1組              |                  |                  |                  |                  |                  | --               | 0-2              |
| 2015 | 74               |                                       | A 07                                 |                                      |                                      |                                      |                                      | 4-5                                  | 29               |                  |                  | 2組              |                  |                  |                  |                  | --               | 1-2              |
| 2016 | 75               |                                       | A 06                                 |                                      |                                      |                                      |                                      | 3-6                                  | 30               |                  |                  | 2組              |                  |                  |                  |                  | --               | 1-2              |
| 2017 | 76               |                                       |                                      |                                      |                                      |                                      |                                      | F宣                                  | 31               |                  |                  | 2組              |                  |                  |                  |                  | --               | 1-2              |
| 2018 | 77               |                                       |                                      |                                      |                                      |                                      |                                      | F宣                                  | 32               |                  |                  | 2組              |                  |                  |                  |                  | --               | 2-2              |
| 2019 | 78               |                                       |                                      |                                      |                                      |                                      |                                      | F宣                                  | 33               |                  |                  | 2組              |                  |                  |                  |                  | --               | 1-2              |
| 2020 | 79               |                                       |                                      |                                      |                                      |                                      |                                      | F宣                                  | 34               |                  |                  | 2組              |                  |                  |                  |                  | --               | 1-2              |
| 2021 | 80               |                                       |                                      |                                      |                                      |                                      |                                      | F宣                                  | 35               |                  |                  | 2組              |                  |                  |                  |                  | 0-1              | 3-1              |
| 2022 | 81               |                                       |                                      |                                      |                                      |                                      |                                      | F宣                                  | 36               |                  | 1組              |                  |                  |                  |                  |                  | --               | 2-2              |
| 2023 | 82               |                                       |                                      |                                      |                                      |                                      |                                      | F宣                                  | 37               |                  | 1組              |                  |                  |                  |                  |                  | --               | 2-2              |
| 2024 | 83               |                                       |                                      |                                      |                                      |                                      |                                      | F宣                                  | 38               |                  | 1組              |                  |                  |                  |                  |                  | 0-1              | 0-1/出3-0        |
| 2025 | 84               |                                       |                                      |                                      |                                      |                                      |                                      | F宣                                  | 39               |                  | 1組              |                  |                  |                  |                  |                  | --               | -                |
| |                  | (フリークラス 在籍期限 2036年3月まで) |                                      |                                      |                                      |                                      |                                      |                                      |                  |                  |                  |                  |                  |                  |                  |                  |                  |                  |
| 順位戦、竜王戦の 枠表記 は挑戦者。右欄の数字は勝-敗(番勝負/PO含まず)。 順位戦の右数字はクラス内順位 ( x当期降級点 / *累積降級点 / +降級点消去 ) 順位戦の「F編」はフリークラス編入 /「F宣」は宣言によるフリークラス転出。 竜王戦の 太字 はランキング戦優勝、竜王戦の 組(添字) は棋士以外の枠での出場。 |                  |                                       |                                      |                                      |                                      |                                      |                                      |                                      |                  |                  |                  |                  |                  |                  |                  |                  |                  |                  |

### 年度別成績
| 年度             | 対局数 | 勝数 | 負数 | 勝率   | (出典)       |
| ---------------- | ------ | ---- | ---- | ------ | ------------ |
| 1987年度         | 32     | 24   | 8    | 0.7500 | [ 70 ]       |
| 1988年度         | 63     | 45   | 18   | 0.7143 | [ 出典無効 ] |
| 1989年度         | 41     | 26   | 15   | 0.6341 | [ 出典無効 ] |
| 1987-1989 (小計) | 136    | 95   | 41   |        |              |
| 1990年度         | 54     | 39   | 15   | 0.7220 | [ 71 ]       |
| 1990まで (累計)  | 190    | 134  | 56   |        |              |
| 年度             | 対局数 | 勝数 | 負数 | 勝率   | (出典)       |
| 1991年度         | 79     | 63   | 16   | 0.7970 | [ 72 ]       |
| 1992年度         | 50     | 35   | 15   | 0.7000 | [ 73 ]       |
| 1993年度         | 61     | 40   | 21   | 0.6560 | [ 74 ]       |
| 1994年度         | 50     | 35   | 15   | 0.7000 | [ 75 ]       |
| 1995年度         | 51     | 33   | 18   | 0.6470 | [ 76 ]       |
| 1996年度         | 56     | 35   | 21   | 0.6250 | [ 77 ]       |
| 1997年度         | 51     | 33   | 18   | 0.6470 | [ 78 ]       |
| 1998年度         | 41     | 26   | 15   | 0.6340 | [ 79 ]       |
| 1999年度         | 46     | 24   | 22   | 0.5220 | [ 80 ]       |
| 2000年度         | 56     | 41   | 15   | 0.7321 | [ 81 ]       |
| 1991-2000 (小計) | 541    | 365  | 176  |        |              |
| 2000まで (累計)  | 731    | 499  | 232  |        |              |
| 年度             | 対局数 | 勝数 | 負数 | 勝率   | (出典)       |
| 2001年度         | 58     | 38   | 20   | 0.6551 | [ 82 ]       |
| 2002年度         | 44     | 26   | 18   | 0.5909 | [ 83 ]       |
| 2003年度         | 64     | 46   | 18   | 0.7187 | [ 84 ]       |
| 2004年度         | 55     | 29   | 26   | 0.5272 | [ 85 ]       |
| 2005年度         | 49     | 32   | 17   | 0.6530 | [ 86 ]       |
| 2006年度         | 47     | 28   | 19   | 0.5957 | [ 87 ]       |
| 2007年度         | 45     | 24   | 21   | 0.5333 | [ 88 ]       |
| 2008年度         | 47     | 26   | 21   | 0.5531 | [ 89 ]       |
| 2009年度         | 50     | 28   | 22   | 0.5600 | [ 90 ]       |
| 2010年度         | 40     | 22   | 18   | 0.5500 | [ 91 ]       |
| 2001-2010 (小計) | 499    | 299  | 200  |        |              |
| 2010まで (累計)  | 1230   | 798  | 432  |        |              |
| 年度             | 対局数 | 勝数 | 負数 | 勝率   | (出典)       |
| 2011年度         | 29     | 10   | 19   | 0.3448 | [ 92 ]       |
| 2012年度         | 25     | 13   | 12   | 0.5200 | [ 93 ]       |
| 2013年度         | 40     | 28   | 12   | 0.7000 | [ 94 ]       |
| 2014年度         | 43     | 16   | 27   | 0.3720 | [ 95 ]       |
| 2015年度         | 40     | 21   | 19   | 0.5250 | [ 96 ]       |
| 2016年度         | 34     | 12   | 22   | 0.3529 | [ 97 ]       |
| 2017年度         | 17     | 6    | 11   | 0.3529 | [ 98 ]       |
| 2018年度         | 20     | 8    | 12   | 0.4000 | [ 99 ]       |
| 2019年度         | 21     | 7    | 14   | 0.3333 | [ 100 ]      |
| 2020年度         | 23     | 13   | 10   | 0.5652 | [ 101 ]      |
| 2011-2020 (小計) | 292    | 134  | 158  |        |              |
| 2020まで (累計)  | 1522   | 932  | 590  |        |              |
| 年度             | 対局数 | 勝数 | 負数 | 勝率   | (出典)       |
| 2021年度         | 30     | 20   | 10   | 0.6000 | [ 102 ]      |
| 2022年度         | 22     | 11   | 11   | 0.5000 | [ 103 ]      |
| 2023年度         | 33     | 20   | 13   | 0.6060 | [ 104 ]      |
| 2021-2023 (小計) | 85     | 51   | 34   |        |              |
| 通算             | 1607   | 983  | 624  | 0.6116 | [ 105 ]      |
| 2023年度まで     |        |      |      |        |              |

### 日本将棋連盟 表彰
日本将棋連盟以外の表彰は「#その他表彰」の項を参照。
- 1998年01月09日：公式戦通算400勝達成 [106]
- 2001年04月03日：公式戦通算500勝達成 [107][108]
- 2004年01月15日：公式戦通算600勝達成（将棋栄誉賞=29人目、通算600勝282敗 勝率0.680）[109]
2004年01月15日： - 達成時勝率 歴代4位、達成日数 歴代5位=16年8か月 
2004年01月15日： - 第53期王将戦七番勝負 第1局で達成（羽生善治王将 戦）
- 2007年05月08日：公式戦通算700勝達成（18人目、通算700勝353敗 勝率0.665）[110]
2007年05月08日： - 第65期名人戦七番勝負 第3局で達成（郷田真隆九段 戦）
- 2011年04月21日：公式戦通算800勝達成（将棋栄誉敢闘賞=15人目、通算800勝433敗 勝率0.649）[15]
2011年04月21日： - 第69期名人戦七番勝負 第2局で達成（羽生善治名人 戦）
- 2012年11月00日：現役勤続25年
- 2025年02月20日：公式戦通算1000勝達成（特別将棋栄誉賞=11人目、通算1000勝636敗、勝率0.611）[27]
2025年02月20日： - 既定の成績（未公表のテレビ棋戦等のため対戦者未公表)

## その他表彰
日本将棋連盟の表彰は「#日本将棋連盟 表彰」の項を参照。
- 2007年00月 ： 第56回横浜文化賞[111]
- 2007年00月 ： 第56回神奈川文化賞[112]
- 2013年00月 ： 第15回神奈川イメージアップ大賞[113]
- 2017年11月 ： 紫綬褒章（将棋界から14人目の受賞）[23][114]

## 作品

### 単著
- 『森内俊之の戦いの絶対感覚』（河出書房新社<最強将棋塾>、2000年2月、ISBN 4-309-72185-0）
- 『矢倉3七銀分析〈上〉』（毎日コミュニケーションズ、1999年4月、ISBN 4-8399-0077-9）
- 『実戦の詰将棋-初段120題　実力判定初段のカベを破る最強の寄せ』（成美堂出版、2001年1月、ISBN 4-415-01583-2）
- 『初段の〈実戦〉詰将棋150題　強くなる!』（成美堂出版、2005年11月、ISBN 4-415-03089-0）
- 『矢倉の急所-4六銀・3七桂型』（浅川書房<最強将棋21>、2008年12月、ISBN 4-86137-022-1）
- 『矢倉の急所 2』（浅川書房<最強将棋21>、2009年6月、ISBN 4-86137-024-8）
- 『覆す力』 (小学館新書 、2014年2月、ISBN 4098251957）

### 編著・監修など
- 森内俊之監修 小田切秀人ほか著 「森内優駿流棋本ブックスシリーズ」全10巻（主婦と生活社、1997年4月ほか、ISBN 4-391-12066-6 ほか）
- 島朗編著  佐藤康光・羽生善治・森内俊之講師『読みの技法』（河出書房新社<最強将棋塾>、1999年3月、ISBN 4-309-72181-8）
- 原田泰夫監修 森内俊之ほか編 『日本将棋用語事典』（東京堂出版、2004年12月、ISBN 4-490-10660-2）

### 漫画監修
- マサルの一手!（2006年、作画：村川和宏、小学館『小学五年生』連載）
- 風の棋士ショウ（2008年‐2009年、作画：武村勇治、小学館『コロコロコミック』連載）
- うちゅうの王（2016年、作画：佐々木健、小学館『コロコロコミック』連載）

### 関連書
- 毎日新聞社編著 『第54期将棋名人戦』（毎日新聞社、1996年7月、ISBN 4-620-50474-2）
- 毎日新聞社編著 『第60期将棋名人戦-名人丸山忠久・挑戦者森内俊之』（毎日新聞社、2002年7月、ISBN 4-620-50480-7）
- 毎日新聞社編著 『第61期将棋名人戦』（毎日新聞社、2003年7月、ISBN 4-620-50481-5）
- 読売新聞社編著 『竜王決定七番勝負 激闘譜 第16期』（読売新聞社、2004年2月、ISBN 4-643-04003-3）
- 毎日新聞社編著 『第62期将棋名人戦』（毎日新聞社、2004年8月、ISBN 4-620-50482-3）
- 読売新聞社編著 『第十七期竜王決定七番勝負 激闘譜-森内俊之vs.渡辺明』（読売新聞社、2005年2月、ISBN 4-643-05008-X）
- 毎日新聞社編著 『第63期将棋名人戦』（毎日新聞社、2005年8月、ISBN 4620504831）
- 毎日新聞社編著 『第64期将棋名人戦七番勝負-名人森内俊之・挑戦者谷川浩司』（毎日新聞社、2006年8月、ISBN 4-620-50484-X)
- 毎日新聞社編著 『第65期将棋名人戦七番勝負-森内俊之VS.郷田真隆』（毎日新聞社、2007年8月、ISBN 4-620-50485-8）
- 毎日新聞社編著 『愛蔵版 第66期 将棋名人戦 七番勝負』（毎日新聞社、2008年9月、ISBN 4-620-50486-6）
- 椎名龍一 『名人を夢みて-森内俊之小伝』（日本放送出版協会、 2008年10月、ISBN 4-14-081306-7）（自戦記部分を担当）
- 森内俊之・羽生善治 共著 『羽生VS森内 百番指し』（日本将棋連盟、2011年1月、ISBN 978-4-8399-3761-4）

### ゲームソフト
- 激指デラックス　名人戦道場（2013年07月19日、マイナビ、パソコン用ソフト）出演、監修

## 出演

### テレビ番組
- NHK『プロフェッショナル 仕事の流儀』 ライバルスペシャル 「最強の二人、宿命の対決 名人戦 森内俊之 VS 羽生善治」（2008年7月15日放送）
- BSフジ『その男、名人につき』（2014年8月31日放送）[115]
- NHKBS1『奇跡のレッスン「将棋 森内俊之 “負け”を糧に逆転の一手を!」』（2021年2月16日放送）[116]
- NHK Eテレ『視点・論点「どうなる!?今後の将棋界」』（2024年9月10日放送）[117]

ほか多数

### その他媒体
QuizKnockの動画『【東大VS天才棋士】東大生4人vs天才棋士・森内九段！どちらが勝つ！？【検証】』(2019年9月27日公開)
など

## 年表
| - タイトル戦は成績。人物名が書かれた部分は番勝負登場。 上段の氏名は対戦相手。うち、 太字 は敗退、 太字 はタイトル獲得（奪取または防衛）。 太字 はタイトル獲得及び永世、名誉称号有資格獲得。 下段は勝敗。o : 森内の勝ち、x : 森内の負け、j : 持将棋、s : 千日手指し直し - 一般棋戦 - 新人：新人王戦、勝抜n：オールスター勝ち抜き戦（数字 n は連勝数）、新鋭：早指し新鋭戦、早権：早指し将棋選手権、全日：全日本プロ将棋トーナメント、日シ：将棋日本シリーズ、NHK：NHK杯テレビ将棋トーナメント - 将棋大賞は次年度4月1日付公表分。 最優：最優秀棋士賞、優：優秀棋士賞、特：特別賞、 率：勝率一位賞、勝：最多勝利賞、対：最多対局賞、連：連勝賞、 新：新人賞、名局：名局賞、名特：名局賞特別賞、升：升田幸三賞、升特：升田幸三賞特別賞、 殊勲：殊勲賞、技能：技能賞、旧敢：敢闘賞（旧） - 賞金&対局料は、年度区切りではなく1月 - 12月の集計。単位は万円。()内は順位。 の年は全棋士中1位。 - 備考 - 少：最年少記録 初：史上初の記録 |

| 年度 | 名人 4-6月            | 叡王 4-6月           | 棋聖 6-7月 12-2月    | 王位 7-9月      | 王座 9-10月          | 竜王 10-12月       | 王将 1-3月           | 棋王 2-3月      | 一般 棋戦 優勝  | 将棋大賞      | 賞金& 対局料 | 備 考                                                           |
| 1987 | －                    | －                   | －                   | －              | －                   | －                 | －                   | －              | 新人            |               |              | プロ入りは1987年5月13日                                         |
| 1987 | －                    | －                   | －                   | －              | －                   | －                 | －                   | －              | 新人            |               |              | プロ入りは1987年5月13日                                         |
| 1988 | －                    | －                   | 第52期 一次予選 敗退 | 第29期 予選敗退 | 第36期 一次予選 敗退 | 第1期 6組 5組昇級  | 第38期 一次予選 敗退 | 第14期 予選敗退 | 全日 新鋭       | 新            |              |                                                                 |
| 1988 | －                    | －                   | 一次予選 敗退        | 第29期 予選敗退 | 第36期 一次予選 敗退 | 第1期 6組 5組昇級  | 第38期 一次予選 敗退 | 第14期 予選敗退 | 全日 新鋭       | 新            |              |                                                                 |
| 1989 | 第47期 C2残留         | －                   | 一次予選 敗退        | 予選敗退        | 一次予選 敗退        | 5組 4組昇級        | 二次予選 敗退        | 予選敗退        | 新鋭            |               |              |                                                                 |
| 1989 | 第47期 C2残留         | －                   | 一次予選 敗退        | 予選敗退        | 一次予選 敗退        | 5組 4組昇級        | 二次予選 敗退        | 予選敗退        | 新鋭            |               |              |                                                                 |
| 1990 | C2残留                | －                   | 一次予選 敗退        | 予選敗退        | 一次予選 敗退        | 4組残留            | 一次予選 敗退        | 予選敗退        |                 |               |              |                                                                 |
| 1990 | C2残留                | －                   | 一次予選 敗退        | 予選敗退        | 一次予選 敗退        | 4組残留            | 一次予選 敗退        | 予選敗退        |                 |               |              |                                                                 |
| 1991 | C1昇級                | －                   | 二次予選 敗退        | 予選敗退        | 一次予選 敗退        | 4組残留            | 挑決リーグ 残留      | 予選敗退        | 早権 新人 勝抜6 | 殊勲 率 勝 対 |              |                                                                 |
| 1991 | C1昇級                | －                   | 二次予選 敗退        | 予選敗退        | 一次予選 敗退        | 4組残留            | 挑決リーグ 残留      | 予選敗退        | 早権 新人 勝抜6 | 殊勲 率 勝 対 |              |                                                                 |
| 1992 | B2昇級                | －                   | 二次予選 敗退        | 予選敗退        | 一次予選 敗退        | 4組残留            | 挑決リーグ 陥落      | 本戦敗退        |                 |               |              |                                                                 |
| 1992 | B2昇級                | －                   | 本戦敗退             | 予選敗退        | 一次予選 敗退        | 4組残留            | 挑決リーグ 陥落      | 本戦敗退        |                 |               |              |                                                                 |
| 1993 | B2残留                | －                   | 二次予選 敗退        | 挑決リーグ 陥落 | 挑決敗退             | 4組優勝 挑決敗退   | 挑決リーグ 陥落      | 予選敗退        | 新人            | 技能          | 2297         |                                                                 |
| 1993 | B2残留                | －                   | 本戦敗退             | 挑決リーグ 陥落 | 挑決敗退             | 4組優勝 挑決敗退   | 挑決リーグ 陥落      | 予選敗退        | 新人            | 技能          | 2297         |                                                                 |
| 1994 | B1昇級                | －                   | 本戦敗退             | 予選敗退        | 本戦敗退             | 3組優勝 本戦敗退   | 挑決リーグ 陥落      | 予選敗退        |                 |               |              |                                                                 |
| 1994 | B1昇級                | －                   | 本戦敗退             | 予選敗退        | 本戦敗退             | 3組優勝 本戦敗退   | 挑決リーグ 陥落      | 予選敗退        |                 |               |              |                                                                 |
| 年度 | 名人 4-6月            | 叡王 4-6月           | 棋聖 6-7月           | 王位 7-9月      | 王座 9-10月          | 竜王 10-12月       | 王将 1-3月           | 棋王 2-3月      | 一般 棋戦 優勝  | 将棋大賞      | 賞金& 対局料 | 備 考                                                           |
| 1995 | A級昇級               | －                   | 本戦敗退             | 挑決リーグ 陥落 | 二次予選 敗退        | 2組残留            | 挑決リーグ 残留      | 本戦敗退        |                 |               |              |                                                                 |
| 1996 | 羽生善治 xxxox        | －                   | 二次予選 敗退        | 予選敗退        | 二次予選 敗退        | 2組優勝 本戦敗退   | 挑決リーグ 陥落      | 本戦敗退        | NHK             | 技能          | 3398         | タイトル初挑戦 = 名人戦                                         |
| 1997 | A級残留               | －                   | 本戦敗退             | 予選敗退        | 二次予選 敗退        | 1組3位 本戦敗退    | 挑決リーグ 陥落      | 本戦敗退        |                 |               | 2594         |                                                                 |
| 1998 | A級残留               | －                   | 本戦敗退             | 予選敗退        | 二次予選 敗退        | 1組残留            | 二次予選 敗退        | 本戦敗退        |                 |               | 2352         |                                                                 |
| 1999 | A級残留               | －                   | 本戦敗退             | 予選敗退        | 本戦敗退             | 1組優勝 本戦敗退   | 二次予選 敗退        | 羽生善治 xoxx   |                 |               | 3138         |                                                                 |
| 2000 | A級残留               | －                   | 本戦敗退             | 予選敗退        | 本戦敗退             | 1組残留            | 二次予選 敗退        | 本戦敗退        | 全日 日シ       |               | 2729         |                                                                 |
| 2001 | A級残留               | －                   | 最終予選 敗退        | 挑決敗退        | 本戦敗退             | 1組残留            | 二次予選 敗退        | 本戦敗退        | NHK             | 旧敢          | 3992         |                                                                 |
| 2002 | 丸山忠久 oooo         | －                   | 二次予選 敗退        | 挑決リーグ 残留 | 本戦敗退             | 1組3位 本戦敗退    | 二次予選 敗退        | 本戦敗退        |                 | 技能          | 4872         | 初タイトル獲得 = 名人戦                                         |
| 2003 | 羽生善治 xxxsx        | －                   | 本戦敗退             | 挑決リーグ 残留 | 本戦敗退             | 羽生善治 oooo      | 羽生善治 osxooxo     | 本戦敗退        |                 | 最優 勝 対    | 5269         | 通算600勝                                                       |
| 2004 | 羽生善治 ooxoxo       | －                   | 佐藤康光 xsxx        | 挑決リーグ 陥落 | 羽生善治 xxox        | 渡辺明 xooxxox     | 羽生善治 xxxx        | 挑決敗退        |                 |               | 10833        | 三冠（史上7人目）= 名人戦                                       |
| 2005 | 羽生善治 xoooxxo      | －                   | 本戦敗退             | 予選敗退        | 本戦敗退             | 1組準優勝 本戦敗退 | 挑決リーグ 残留      | 羽生善治 ooxo   |                 | 優秀          | 7117         |                                                                 |
| 2006 | 谷川浩司 ooxoxo       | －                   | 本戦敗退             | 挑決リーグ 陥落 | 本戦敗退             | 1組準優勝 本戦敗退 | 挑決リーグ 残留      | 佐藤康光 xoxox  |                 |               | 6536         |                                                                 |
| 2007 | 郷田真隆 xxoooxo      | －                   | 最終予選 敗退        | 挑決リーグ 陥落 | 挑決敗退             | 1組残留            | 挑決リーグ 残留      | 本戦敗退        |                 |               | 6721         | 永世名人（通算5期・十八世名人）                                 |
| 2008 | 羽生善治 oxxxox       | －                   | 本戦敗退             | 予選敗退        | 本戦敗退             | 1組 2組降級        | 挑決リーグ 残留      | 本戦敗退        |                 |               | 3782         |                                                                 |
| 2009 | A級残留               | －                   | 本戦敗退             | 予選敗退        | 本戦敗退             | 渡辺明 xxxx        | 挑決リーグ 残留      | 本戦敗退        |                 |               | 2728         |                                                                 |
| 2010 | A級残留               | －                   | 二次予選 敗退        | 予選敗退        | 本戦敗退             | 1組残留            | 挑決リーグ 陥落      | 本戦敗退        |                 | 名特          | 3270         |                                                                 |
| 2011 | 羽生善治 oooxxxo      | －                   | 二次予選 敗退        | 予選敗退        | 本戦敗退             | 1組残留            | 挑決リーグ 陥落      | 本戦敗退        |                 |               | 3371         | 通算800勝                                                       |
| 2012 | 羽生善治 oxoxoo       | －                   | 二次予選 敗退        | 予選敗退        | 本戦敗退             | 1組残留            | 二次予選 敗退        | 本戦敗退        |                 |               | 5317         |                                                                 |
| 2013 | 羽生善治 ooxoo        | －                   | 本戦敗退             | 予選敗退        | 本戦敗退             | 渡辺明 ooxoo       | 二次予選 敗退        | 本戦敗退        |                 | 最優          | 5503         |                                                                 |
| 2014 | 羽生善治 xxxx         | －                   | 羽生善治 xxx         | 挑決リーグ 陥落 | 本戦敗退             | 糸谷哲郎 xxoxx     | 二次予選 敗退        | 本戦敗退        | NHK             |               | 8374         |                                                                 |
| 2015 | A級残留               | （第1期） [一般棋戦] | 本戦敗退             | 予選敗退        | 本戦敗退             | 1組 2組降級        | 挑決リーグ 陥落      | 本戦敗退        |                 |               | 3450         |                                                                 |
| 2016 | A級残留               | （第2期） [一般棋戦] | 二次予選 敗退        | 挑決リーグ 陥落 | 二次予選 敗退        | 2組残留            | 二次予選 敗退        | 本戦敗退        |                 |               |              |                                                                 |
| 2017 | B1降級                | －                   | 本戦敗退             | 予選敗退        | 二次予選 敗退        | 2組残留            | 二次予選 敗退        | 本戦敗退        |                 |               |              | B級1組降級（2017年2月25日） フリークラス宣言（2017年3月31日付） |
| 2018 | フリークラス （宣言） | 第3期 九段戦敗退     | 二次予選 敗退        | 予選敗退        | 二次予選 敗退        | 2組残留            | 一次予選 敗退        | 本戦敗退        |                 |               |              |                                                                 |
| 2019 | フリークラス （宣言） | 九段戦敗退           | 二次予選 敗退        | 予選敗退        | 二次予選 敗退        | 2組残留            | 一次予選 敗退        | 予選敗退        |                 |               |              |                                                                 |
| 2020 | フリークラス （宣言） | 九段戦敗退           | 二次予選 敗退        | 予選敗退        | 二次予選 敗退        | 2組残留            | 一次予選 敗退        | 予選敗退        |                 |               |              |                                                                 |
| 2021 | フリークラス （宣言） | 九段戦敗退           | 本戦敗退             | 予選敗退        | 二次予選 敗退        | 2組残留            | 一次予選 敗退        | 本戦敗退        |                 |               |              |                                                                 |
| 2022 | フリークラス （宣言） | 九段戦敗退           | 本戦敗退             | 予選敗退        | 二次予選 敗退        | 2組準優勝 本戦敗退 | 一次予選 敗退        | 予選敗退        |                 |               |              |                                                                 |
| 2023 | フリークラス （宣言） | 九段戦敗退           | 二次予選 敗退        | 予選敗退        | 二次予選 敗退        | 1組残留            | 一次予選 敗退        | 予選敗退        |                 |               |              |                                                                 |
| 2024 | フリークラス （宣言） | 九段戦敗退           | 本戦敗退             | 挑決リーグ 陥落 | 二次予選 敗退        | 1組残留            | 一次予選 敗退        | 予選敗退        |                 |               |              | 通算1000勝                                                      |
| 年度 | 名人 4-6月            | 叡王 4-6月           | 棋聖 6-7月           | 王位 7-9月      | 王座 9-10月          | 竜王 10-12月       | 王将 1-3月           | 棋王 2-3月      | 一般 棋戦 優勝  | 将棋大賞      | 賞金& 対局料 | 備 考                                                           |

## 肩書き
昇段およびタイトルの獲得、失冠による肩書きの遍歴を記す。（色付きは継続中の記録）
| 日付           | 肩書き     | 保持タイトル     | 日数   | 備考                             |
| -------------- | ---------- | ---------------- | ------ | -------------------------------- |
| 1987年05月13日 | 四段       |                  | 1116日 | プロ入り                         |
| 1990年06月02日 | 五段       |                  | 0669日 | 勝数規定                         |
| 1992年04月01日 | 六段       |                  | 0730日 | 第50期順位戦B級2組昇級による昇段 |
| 1994年04月01日 | 七段       |                  | 0365日 | 第52期順位戦B級1組昇級による昇段 |
| 1995年04月01日 | 八段       |                  | 2603日 | 第53期順位戦A級昇級による昇段    |
| 2002年05月17日 | 名人       | 名人             | 0368日 | 名人獲得 第60期名人戦            |
| 2003年05月20日 | 九段       |                  | 0191日 | 名人失冠 第61期名人戦            |
| 2003年11月27日 | 竜王       | 竜王             | 0197日 | 竜王獲得 第16期竜王戦            |
| 2004年03月16日 | 竜王       | 竜王・王将       | 0197日 | 王将獲得 第53期王将戦            |
| 2004年06月11日 | 竜王・名人 | 竜王・名人・王将 | 0200日 | 名人獲得 第62期名人戦            |
| 2004年12月28日 | 名人       | 名人・王将       | 1268日 | 竜王失冠 第17期竜王戦            |
| 2005年02月10日 | 名人       | 名人             | 1268日 | 王将失冠 第54期王将戦            |
| 2006年03月11日 | 名人       | 名人・棋王       | 1268日 | 棋王獲得 第31期棋王戦            |
| 2007年03月28日 | 名人       | 名人             | 1268日 | 棋王失冠 第32期棋王戦            |
| 2008年06月17日 | 九段       |                  | 1100日 | 名人失冠 第66期名人戦            |
| 2011年06月22日 | 名人       | 名人             | 0891日 | 名人獲得 第69期名人戦            |
| 2013年11月29日 | 竜王・名人 | 竜王・名人       | 0173日 | 竜王獲得 第26期竜王戦            |
| 2014年05月21日 | 竜王       | 竜王             | 0197日 | 名人失冠 第72期名人戦            |
| 2014年12月04日 | 九段       |                  | 3888日 | 竜王失冠 第27期竜王戦            |